# 보라 (1999년)
보라(본명: 김보라, 1999년 3월 3일 ~ )는 대한민국의 걸그룹 체리블렛의 메인보컬을 맡고 있다.

## 주요 이력
2016년 JYP 엔터테인먼트 공채 오디션 12기 출신이다. 데뷔전 단역으로 KBS2 드라마 란제리 소녀시대에 출연 했었으며, 2019년 1월 21일 FNC엔터테인먼트의 신규 걸그룹 체리블렛의 데뷔 멤버가 되었다.

## 학력
- 수완중학교 (전학)
- 월봉중학교 (졸업)
- 서울공연예술고등학교 실용음악과 (졸업)

## 출연작

### 드라마
| 년도 | 방송사 | 제목            | 배역      |
| ---- | ------ | --------------- | --------- |
| 2017 | KBS2   | 란제리 소녀시대 | 최주현 역 |

### 예능
| 년도 | 방송사 | 제목                     | 역할   | 참고                              |
| ---- | ------ | ------------------------ | ------ | --------------------------------- |
| 2019 | tvN    | V-1                      | 참가자 | 2019년 9월 13일 ~ 2019년 9월 15일 |
| 2021 | 엠넷   | 걸스플래닛999 : 소녀대전 | 참가자 | 2021년 8월 6일 ~ 2021년 10월 22일 |

### 뮤직비디오
- 방탄소년단 - LOVE YOURSELF 起承轉結 MV 출연 (2017년)
- 허니스트 - 연애하고 싶은데요 MV 출연 (2017년)